# Paradromulia leucodesma
Paradromulia leucodesma är en fjärilsart som beskrevs av Turner 1904. Paradromulia leucodesma ingår i släktet Paradromulia och familjen mätare. Inga underarter finns listade i Catalogue of Life.